# Ilattia indigata
Ilattia indigata là một loài bướm đêm trong họ Noctuidae.